# Блефарофімоз
Блефарофімоз — це вроджена аномалія, при якій повіки недорозвинені, тому вони не можуть відкриватися так далеко, як зазвичай, і постійно закривають частину очей. І вертикальні, і горизонтальні очні щілини (отвори повік) вкорочені; в результаті очі також здаються більш розставленими — патологія, відома під назвою телекантус.

## Ознаки
На додаток до невеликих очних щілин, ознаки можуть включати епікантус інверсус (складка, що викривляється в медіолатеральному напрямку, нижче внутрішнього кута), низьку перенісся, птоз повік і телекантус.

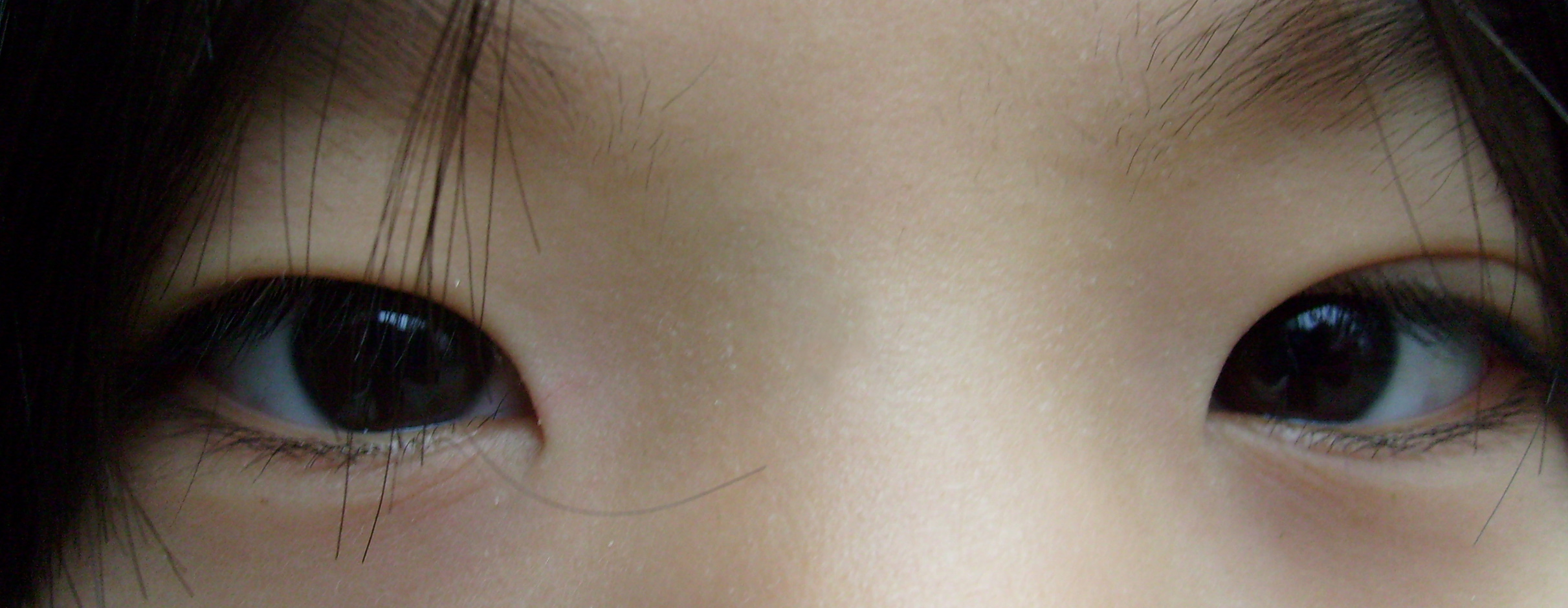
Типова епікантична складка у корейського хлопчика

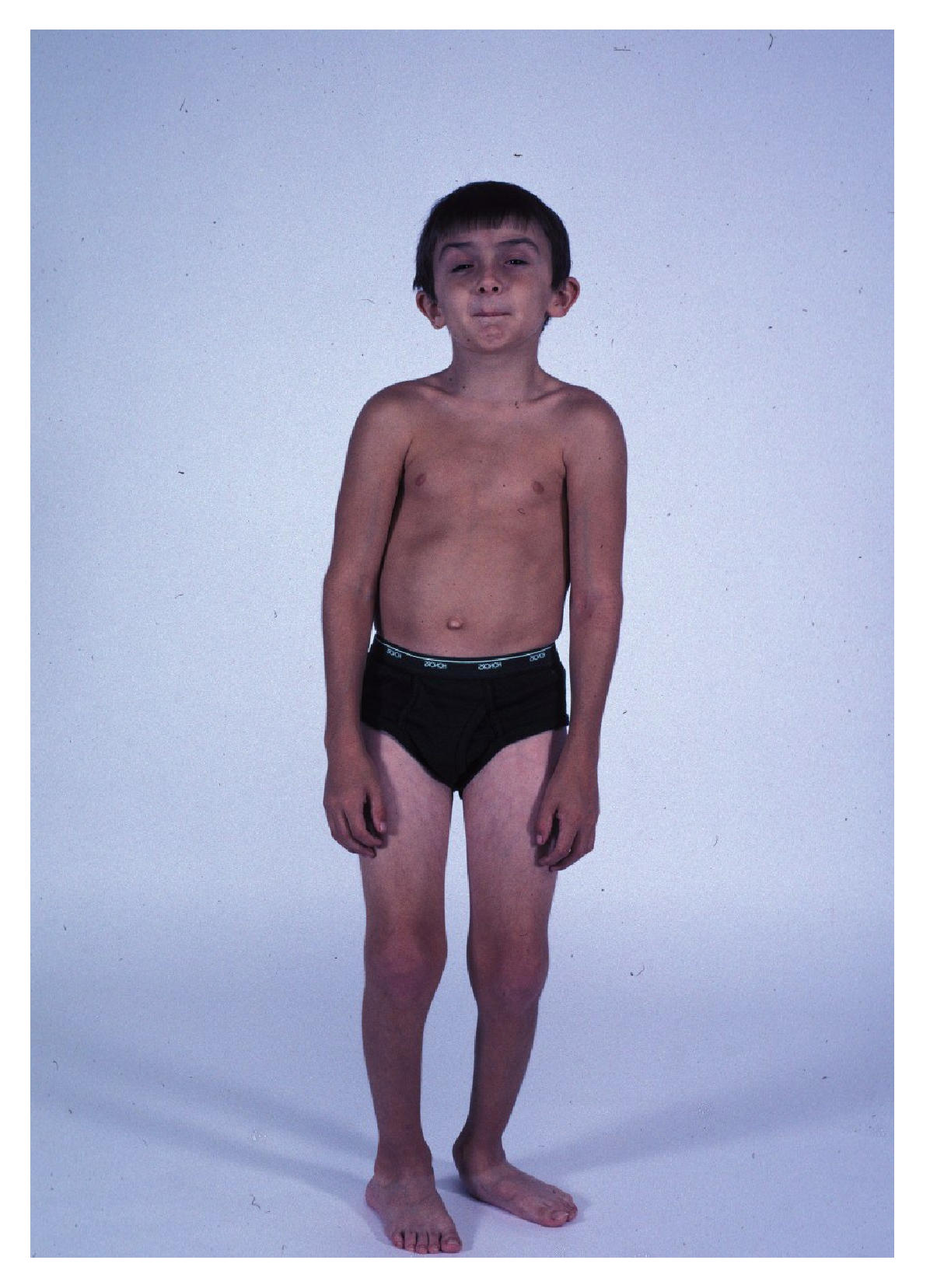
Пацієнт із синдромом Шварца-Ямпеля (OMIM#255800) з блефарофімозом, стиснутими губами, низько посадженими вухами та жорсткістю виразу обличчя. Зверніть увагу на вигин великогомілкових кісток, вальгусну деформацію щиколоток і плоский пес. Також відзначають гіпертрофію м'язів і легку деформацію грудної клітки.

## Супутні захворювання

### Блефарофімоз, птоз, синдром зворотного епікантусу
Блефарофімоз є частиною блефарофімозу, птозу, синдрому зворотного епікантусу (BPES), який також називають синдромом блефарофімозу, який є аутосомно-домінантним захворюванням, що характеризується блефарофімозом, птозом (опущенням верхньої повіки), зворотним епікантусом (складки шкіри біля перенісся, більш помітні). нижче верхньої повіки) і телекантус (розширення відстані між внутрішніми кутами повік). Перенісся плоске, є гіпопластичний обідок очниці. Це також може бути пов'язано з косими вухами, ектропіоном і гіпертелоризмом.
Існує два відомі типи, тип 1 і тип 2. Хоча дослідження обмежені, відомо, що тип 1 і 2 виражаються тими самими симптомами, згаданими вище, але тип 1 також має характеристику передчасної недостатності яєчників (POI) у жінок, яка викликає симптоми менопаузи у пацієнток у віці 15 років. старий. Це пов'язано з укороченням гена FOXL2.

## Історія
Сімейні випадки класичних вад розвитку повік були описані Віньєм і Аммоном із середини 1800-х років.(1889).